# Nephila burmanica
Espèce
Synonymes
- Geratonephila burmanica Poinar, 2012

Nephila burmanica est une espèce fossile d'araignées aranéomorphes de la famille des Araneidae.

## Distribution
Cette espèce a été découverte dans de l'ambre de Birmanie. Elle date du Crétacé.

## Description
Le mâle holotype mesure 3,12 mm.
Un mâle et un juvénile ont été découverts sur la même toile, montrant le caractère social de ces araignées.

## Systématique et taxinomie
Cette espèce a été décrite sous le protonyme Geratonephila burmanica par Poinar en 2012. Elle est placée dans le genre Nephila par Wunderlich en 2015.

## Publication originale
- Poinar & Buckley, 2012 : « Predatory behaviour of the social orb-weaver spider, Geratonephila burmanica n. gen., n. sp. (Araneae: Nephilidae) with its wasp prey, Cascoscelio incassus n. gen., n. sp. (Hymenoptera: Platygastridae) in Early Cretaceous Burmese amber. » Historical Biology: An International Journal of Paleobiology, vol. 24, no 5, p. 519–525.